# Thomas Guerbert
Thomas Guerbert (Meaux, 6 aprile 1989) è un ex calciatore francese, di ruolo centrocampista.

## Carriera
Nella stagione 2011-2012 ha giocato 32 partite in Ligue 1 con il Digione.